# Veljko Trifunović
Veljko Trifunović (in serbo Вељко Трифуновић?; Užice, 4 agosto 1998) è un calciatore serbo, attaccante del Mornar.

## Caratteristiche tecniche
È un'ala destra.

## Carriera
Cresciuto nel settore giovanile del Rad Belgrado, ha esordito in prima squadra il 21 luglio 2018 disputando l'incontro di Superliga serba perso 1-0 contro il Napredak Kruševac.